# Tical
Tical é o álbum de estreia do rapper americano, e membro do Wu-Tang Clan Method Man, lançado em 15 de Novembro de 1994 pela Def Jam Recordings. Foi o primeiro álbum solo do Wu-Tang após a estreia do grupo, Enter the Wu-Tang (36 Chambers). Similar a todos os projetos solo do Wu-Tang da primeira geração, Tical foi produzido principalmente pelo membro do grupo RZA, que forneceu um som obscuro, sombrio e rude. O álbum apresenta participações de RZA, Raekwon, Inspectah Deck, assim como vários afiliados que iriam aparecer depois em futuros projetos. O título do álbum, "Tical", é uma gíria usada nos Estados Unidos para um charuto que foi misturado com adulterante, tipicamente um edulcorante ou outra substância psicoativa. O título do álbum também é uma brincadeira com a palavra "methodical" (em português:  metodológico).
Tical foi um sucesso comercial, alcançando o número quatro na Billboard 200, e número um na parada Top R&B/Hip-Hop Albums. Em 18 de Janeiro de 1995, o álbum foi certificado como ouro pela Record Industry Association of America (RIAA), e em 13 de Julho de 1995, foi certificado como platina, com vendas de 1,545,850 cópias. Este sucesso foi movido por seus dois singles, "Bring the Pain" e "Release Yo' Delf". O álbum tem sido desde então tratado como um clássico do hip hop pela maioria dos críticos musicais. Seu sucesso foi acompanhado pela sua influência como uma peça importante na renacença do East Coast hip hop.

## Recepção
| Críticas profissionais | Críticas profissionais |
| Avaliações da crítica  | Avaliações da crítica  |
| Fonte                  | Avaliação              |
| ---------------------- | ---------------------- |
| Allmusic               | [ 3 ]                  |
| Robert Christgau       | [ 4 ]                  |
| Entertainment Weekly   | (B)                    |
| Melody Maker           | [ 6 ]                  |
| NME                    | (8/10)                 |
| Rhapsody               | (favorável)            |
| Rolling Stone          | (favorável)            |
| The Source             | [ 6 ]                  |
| Vibe                   | (favorável)            |

- Rolling Stone (12/29/94-1/12/95, pp. 178–80) - "Ele é...capaz...de alguma coisa semelhante a uma canção de amor....Mas é com seus números mais pesados...que Tical entrega as principais mercadorias."

- Entertainment Weekly (12/9/94, p. 76) - "...um dos jogadores mais formidáveis do rap....As rimas agarradores de Method Man rastejam para fora da escuridão e tomam os ouvintes como reféns."

- Q magazine (2/96, p. 65) - Incluiu na lista Q's 50 Best Albums of 1995 - "...[Vale] a pena prestar atenção a cada segundo."

- Incluido na lista Q Magazine's 50 Heaviest Albums of All Time..[9]

- The Wire (10/01, p. 46) - "Compacto mas frito....Há uma razão pela qual Meth é o membro do The Wu mais parecido com uma estrela."

- Vibe (11/94, pp. 125–126) - "Method é o homem que seria o rei....Method leva o ouvinte a uma brilhante jornada através das avenidas quebradas da existência."

- The Source (1/95, p. 85) "Sua voz rouca e sua noção do que é metaforicamente maneiro o viram assumir o controle de paramilitar urbano do hip-hop....Ela mostra uma nação fragmentada do hip-hop onde esta música é tudo o que importa."

- Melody Maker (5/23/00, p. 56) - "Meth chega direito com essa coisa brilhante do planeta Marte, fazendo música que é muito mais sombria e mais disorientada do que se achava possível. 'Bring the Pain' é 'ainda' a bomba."

- NME (12/23-30/95, pp. 22–23) - Classificado como 40 na lista NME's `Top 50 Albums Of The Year' for 1995 -

- NME (1/28/95, p.47) - "A renacença do East Coast hip-hop continua rápida...supremamente relaxado, vadiando junto esquipação carregada de baixo quer esteja enquadrando o lamentar do amante de `All I Need'...ou o refrão de `I Will Survive' em `Release Yo' Delf'."

## Lista de faixas
| #    | Título                                                                               | Produtor(es)           | Samples / Notações | Duração |
| ---- | ------------------------------------------------------------------------------------ | ---------------------- | --- | ------- |
| 1    | "Tical"                                                                              | RZA                    | - "Pictures at an Exhibition" by Modest Mussorgsky - Master Killer theme music and dialogue - Ten Tigers from Kwangtung theme music and dialogue                                        | 3:56    |
| 2    | "Biscuits"                                                                           | RZA                    | | 2:49    |
| 3    | "Bring the Pain" (feat. Booster)                                                     | RZA                    | - "Mechanical Man" by Jerry Butler - "Don't Test the High Power" by Ninja Man | 3:09    |
| 4    | "All I Need" (feat. Streetlife)                                                      | RZA                    | - "Synthetic Substitution" by Melvin Bliss - "You're All I Need to Get By" by Marvin Gaye                                                                                               | 3:16    |
| 5    | "What the Blood Clot" (feat. RZA & Y-Kim the Ill Figure)                             | RZA                    | - "Diary of a Madman" by Gravediggaz - "Superman" by Leon Klatzkin - RZA & Y-Kim the Ill Figure are unicredited                                                                         | 3:24    |
| 6    | "Meth vs. Chef" (feat. Raekwon & Lounge Lo)                                          | RZA                    | - "Papa Was Too (Live)" by Joe Tex - Dialogue from the film Master Killer - Lounge Lo is unicredited                                                                                    | 3:36    |
| 7    | "Sub Crazy"                                                                          | RZA, 4th Disciple (co) | | 2:15    |
| 8    | "Release Yo' Delf" (feat. Blue Raspberry)                                            | RZA                    | - "I Will Survive" by Gloria Gaynor - "The Jam" by Graham Central Station - "Treasure of San Miguel" by Herb Alpert - "Vicious" by Black Mamba                                          | 4:15    |
| 9    | "P.L.O. Style" (feat. Carlton Fisk)                                                  | RZA, Method Man (co)   | - "Wu-Tang: 7th Chamber" by Wu-Tang Clan - "Method Man" by Wu-Tang Clan | 2:36    |
| 10   | "I Get My Thang in Action"                                                           | RZA                    | - "Hit or Miss" by Bo Diddley - "Verb!" by Schoolhouse Rock! - Method Man by Wu-Tang Clan                                                                                               | 3:45    |
| 11   | "Mr. Sandman" (feat. RZA, Inspectah Deck, Streetlife, Carlton Fisk & Blue Raspberry) | RZA                    | - "Mr. Sandman" by The Chordettes - "The Death House Rescueoo" by Orson Welles - "Summer in the City" by The Lovin' Spoonful - "Wu-Tang Clan Ain't Nuthing Ta Fuck Wit" by Wu-Tang Clan | 3:37    |
| 12   | "Stimulation" (feat. Blue Raspberry)                                                 | RZA                    | - "Snowbound" by Sarah Vaughan - "Midnight Theme by Manzel | 3:46    |
| 13   | "Method Man (Remix)"                                                                 | RZA                    | - Dialogue from the film Shaolin and Wu Tang | 3:16    |
| *14  | "All I Need" (Remix) (feat. Mary J. Blige)                                           | RZA, Diddy             | - "You're All I Need to Get By" by Marvin Gaye | 5:07    |
| **14 | "Bring the Pain (Remix)"                                                             |                        | | 3:23    |
| **15 | "Release Yo' Delf (Prodigy Remix)"                                                   | The Prodigy            | - "Il Colpo" by Ennio Morricone - "The Jam" by Graham Central Station - The Prodigy Remix Version included in single "Release Yo' Delf"                                                 | 4:54    |

Um asterisco (*) indica material bônus incluido mais tarde em prensagens europeias.
Dois asteriscos (**) indicam material bônus incluido na versão remasterizada lançada em CD no ano 2000.

## Posições nas paradas

### Álbum
| Ano  | Álbum | Posição nas paradas | Posição nas paradas    |
| Ano  | Álbum | Billboard 200       | Top R&B/Hip-Hop Albums |
| 1994 | Tical | #4                  | #1                     |

### Singles
| Ano  | Canção                                              | Posições nas paradas | Posições nas paradas             | Posições nas paradas | Posições nas paradas               |
| Ano  | Canção                                              | Billboard Hot 100    | Hot R&B/Hip-Hop Singles & Tracks | Hot Rap Singles      | Hot Dance Music/Maxi-Singles Sales |
| 1994 | "Bring the Pain"                                    | #45                  | #30                              | #4                   | #1                                 |
| 1995 | "Release Yo' Delf"                                  | #98                  | —                                | #28                  | #6                                 |
| 1995 | "I'll Be There for You/You're All I Need to Get By" | #3                   | #1                               | #1                   | #1                                 |